# NGC 2756
NGC 2756 is een spiraalvormig sterrenstelsel in het sterrenbeeld Grote Beer. Het hemelobject werd op 18 maart 1790 ontdekt door de Duits-Britse astronoom William Herschel.

## Synoniemen
- UGC 4796
- MCG 9-15-98
- ZWG 264.67
- IRAS09054+5402
- PGC 25757